# Grandes vasos

Vista anterior del corazón, con todos los grandes vasos etiquetados.

Los grandes vasos son los vasos que llevan sangre hacia y desde el corazón. Estos son:
- Vena cava superior
- Vena cava inferior
- Arterias pulmonares
- Venas pulmonares
- Aorta

La transposición de los grandes vasos es un grupo de defectos cardíacos congénitos que implican una disposición espacial anormal de cualquiera de los grandes vasos.